# Maravel
Le Maravel est un cours d'eau de la Drôme dans la région Auvergne-Rhône-Alpes, et un affluent de la Drôme, donc un sous-affluent du Rhône.

## Géographie
La longueur de son cours d'eau est de 11 km.
Elle traverse les deux communes de :
- dans le sens amont vers aval : Val-Maravel (source) et Beaurières (confluence).

## Affluent
Le Maravel a quatre affluents référencés :
- le ruisseau des Ayes d'une longueur de 2 km ;
- le ruisseau d'Aiguebelle d'une longueur de 2,5 km ;
- le ruisseau Chandel d'une longueur de 3 km ;
- le ruisseau de Chauranne (rg) d'une longueur de 4,2 km.